# USV Volksbank Halle
Unter dem Namen USV Volksbank Halle startete die Schachabteilung des Universitätssportvereins Halle e. V. (USV Halle) bis zum 1. Juli 2016. Nachdem sich die Volksbank Halle als Sponsor zurückgezogen hatte, kehrte die Abteilung zu ihrem ursprünglichen Namen USV Halle, Sektion Schach zurück. Der USV Halle ist ein Großsportverein aus Halle (Saale) mit über 3000 Mitgliedern in 22 Sportabteilungen. Die Mitgliederzahl der Sektion Schach schwankt dicht unterhalb von 100 Mitgliedern.

## Geschichte
Die Ursprünge der Sektion Schach des USV Halle finden sich in der Hochschulsportgemeinschaft der Martin-Luther-Universität Halle-Wittenberg, die am 1. April 1949 als Hochschulsportgemeinschaft „Geschwister-Scholl“ gegründet wurde. Am 1. Oktober 1954 wurden im Zuge der Sportklubgründungen die 10 leistungsstärksten Sektionen der HSG Wissenschaft Halle mit etwa 950 Sportlern in den SC Wissenschaft Halle delegiert. Dazu zählte auch die Sektion Schach. Bereits in der Saison 1955/1956 konnte die Mannschaft des SC Wissenschaft Halle in der erstmals ausgetragenen DDR-Oberliga den Meistertitel erringen. In den Reihen der Mannschaft standen die auch noch heute in Halle sehr bekannten Spieler Burkhard Malich und Heinz Liebert. In der Saison 1956/1957 konnte der Titelgewinn wiederholt werden.
Aus der Fusion der Vereine SC Wissenschaft Halle und SC Chemie Halle-Leuna ging am 30. Juni 1958 der Sportclub Chemie Halle hervor. Im Jahr 1968 wurde Schach aus dem SC Chemie Halle ausgegliedert. Fortan wurde unter den Vereinsnamen Betriebssportgemeinschaft Buna Halle (ab 1967) bzw. Buna Halle-Neustadt (ab 1975) gestartet.
In der DDR-Mannschaftsmeisterschaft im Schach wurden jedes Jahr vordere Platzierungen erreicht.
In den 1970er- und 1980er-Jahren brachte der Verein viele international erfolgreiche Spieler hervor. Die Schachgroßmeister Burkhard Malich und Uwe Bönsch, der Internationale Meister Heinz Liebert sowie die Internationalen Meisterinnen und mehrmaligen DDR-Meister Brigitte Burchardt, Annett Wagner-Michel, Marion Heintze und Iris Mai haben ihre Schachlaufbahn in Halle begonnen. Constanze Jahn (WIM) und Heinz Liebert (IM) sind seit vielen Jahren Mitglied des USV Halle. Auch Burkhard Malich zählt seit 2009 wieder zu den Vereinsmitgliedern.
Mit der Wiederherstellung der deutschen Einheit mussten sich die Schachspieler neu formieren. Der Versuch über einen eigenständigen Schachverein (Verein der Schachfreunde Buna Halle) scheiterte aus wirtschaftlichen Gründen. Im Jahr 1993 trat die gesamte Schachabteilung dem Universitätssportverein Halle e. V. bei und bildet dort eine eigenständige Sportabteilung.
Seit 2006 trat die Frauenbundesligamannschaft unter dem Namen USV Volksbank Halle auf, mit dem die Volksbank Halle als Hauptsponsor präsentiert wurde. Im April 2007 wurde sie Deutscher Meister in der Mannschaftsmeisterschaft im Frauenschach. Dieser Titel konnte im März 2010 erneut errungen werden. Maßgeblich zu diesem Erfolg haben die Internationalen Großmeisterinnen Tetjana Kononenko (UKR), Ildikó Mádl (HUN), Nikoletta Lakos (HUN), Tatiana Melamed (UKR), Jordanka Belić (GER), Anna Scharewitsch (BLR) und Natalia Straub (GER) beigetragen. Ebenfalls zum Erfolgsteam gehörte die Hallenserin Claudia Eckhardt.
Nach mehr als 20 Jahren ununterbrochener und erfolgreicher Teilnahme zog sich ab der Saison 2015/16 die Mannschaft des USV Volksbank Halle aus der 1. Frauenschachbundesliga zurück. Die zunehmende Professionalisierung, Kostenaspekte und Abgänge von Spielerinnen aus der eigenen Schachschule zwangen zu diesem Schritt. Im Gegenzug setzt der Verein wieder stärker darauf, eigene junge Talente zu entwickeln und dabei speziell das Mädchenschach zu fördern.

## Erfolge

### DDR-Meister (Frauen)
- Waltraud Nowarra (geb. Schameitat): 1958, 1961, 1962, 1963
- Ursula Liebert (geb. Höroldt): 1954, 1967
- Christina Lehmann (geb. Hölzlein, spätere Domsgen): 1970, 1971
- Brigitte Burchardt (geb. Hofmann): 1975, 1978, 1979
- Annett Wagner-Michel: 1981, 1983
- Iris Mai (geb. Bröder): 1982, 1984, 1987
- Marion Heintze (geb. Worch): 1985, 1988

### DDR-Meister (Männer)
- Burkhard Malich: 1957, 1973
- Günter Möhring: 1963
- Lutz Espig: 1969, 1971, 1988
- Hans-Ulrich Grünberg: 1980, 1987, 1989
- Uwe Bönsch: 1986

### DDR-Meister (Mannschaft Frauen)
- SC Chemie Halle: 1959, 1960, 1961, 1962, 1963, 1964
- BSG Buna Halle: 1968, 1971, 1972, 1973, 1974
- BSG Buna Halle-Neustadt: 1975, 1976, 1977, 1980, 1981, 1984, 1986, 1987

### DDR-Meister (Mannschaft Männer)
- SC Wissenschaft Halle: 1955, 1956
- SC Chemie Halle: 1964
- BSG Buna Halle: 1969, 1974
- BSG Buna Halle-Neustadt: 1975, 1978, 1979, 1980, 1986, 1987

### Deutscher Meister (Schnellschach Frauen)
- IM Constanze Jahn: 1998, 2005

### 1. Bundesliga
1991 konnte sich Buna Halle für die 1. Bundesliga qualifizieren, stieg aber am Ende der Saison 1991/92 als Vorletzter in die 2. Liga ab.

### 1. Bundesliga (Frauen)
Von der Gründung der Frauenbundesliga 1991 bis zum Rückzug nach der Saison 2014/15 spielte die Frauenmannschaft des USV Halle ununterbrochen in der 1. Bundesliga.
Folgende Platzierungen wurden bisher erreicht:
| Saison    | Vereinsname         | Platzierung            |
| --------- | ------------------- | ---------------------- |
| 1991/92   | VdS Buna Halle      | 9.                     |
| 1992/93   | VdS Buna Halle      | 7.                     |
| 1993/94   | USV Halle           | 7.                     |
| 1994/95   | USV Halle           | 9.                     |
| 1995/96   | USV Halle           | 2.                     |
| 1996/97   | USV Halle           | 8.                     |
| 1997/98   | USV Halle           | 9.                     |
| 1998/99   | USV Halle           | 2.                     |
| 1999/2000 | USV Halle           | 5.                     |
| 2000/01   | USV Halle           | 6.                     |
| 2001/02   | USV Halle           | 8.                     |
| 2002/03   | USV Halle           | 5.                     |
| 2003/04   | USV Halle           | 5.                     |
| 2004/05   | USV Halle           | 4.                     |
| 2005/06   | USV Halle           | 3.                     |
| 2006/07   | USV Volksbank Halle | 1. (Deutscher Meister) |
| 2007/08   | USV Volksbank Halle | 9.                     |
| 2008/09   | USV Volksbank Halle | 5.                     |
| 2009/10   | USV Volksbank Halle | 1. (Deutscher Meister) |
| 2010/11   | USV Volksbank Halle | 2.                     |
| 2011/12   | USV Volksbank Halle | 5.                     |
| 2012/13   | USV Volksbank Halle | 6.                     |
| 2013/14   | USV Volksbank Halle | 5.                     |
| 2014/15   | USV Volksbank Halle | 4.                     |

## Organisation von Schachturnieren
Der Verein hat in Zusammenarbeit mit dem Deutschen Schachverband der DDR und später mit dem Deutschen Schachbund viele internationale Schachturniere organisiert.
Das Internationale Damen-Schachturnier der BSG Buna Halle/Halle-Neustadt wurde von 1967 bis 1987 jährlich ausgetragen. 1974 bis 1984 fanden mehrere hochklassige Großmeisterturniere statt, die gemeinsam mit dem Damen-Schachturnier und weiteren Rahmenturnieren als internationale Schachfestivals ausgetragen wurden. Höhepunkte waren die Anwesenheit des Exweltmeisters Michail Tal beim Großmeisterturnier 1974 bzw. der Herausforderin Nana Alexandria (Frauenweltmeister) beim Großmeisterturnier 1981. 1978 fand das bisher leistungsstärkste Schachturnier statt, mit einem Wertungsdurchschnitt der beteiligten Spieler von 2502.
| Jahr | Turnier                                | Veranstalter                                                |                                     |
| ---- | -------------------------------------- | ----------------------------------------------------------- | ----------------------------------- |
| 1963 | FIDE-Zonenturnier                      | FIDE                                                        |                                     |
| 1967 | FIDE-Zonenturnier                      | FIDE                                                        |                                     |
| 1967 | 1. Internationales Damenschachturnier  | SC Chemie Halle                                             |                                     |
| 1968 | 2. Internationales Damenschachturnier  | BSG Buna Halle                                              |                                     |
| 1969 | 3. Internationales Damenschachturnier  | BSG Buna Halle                                              |                                     |
| 1970 | 4. Internationales Damenschachturnier  | BSG Buna Halle                                              |                                     |
| 1971 | 5. Internationales Damenschachturnier  | BSG Buna Halle                                              |                                     |
| 1972 | 6. Internationales Damenschachturnier  | BSG Buna Halle                                              |                                     |
| 1973 | 7. Internationales Damenschachturnier  | BSG Buna Halle                                              |                                     |
| 1974 | I. Internationales Schachfestival      | I. Internationales Schachfestival                           | I. Internationales Schachfestival   |
| 1974 | 8. Internationales Damenschachturnier  | BSG Buna Halle                                              |                                     |
| 1974 | Internationales Großmeisterturnier     | DSV der DDR                                                 |                                     |
| 1975 | 9. Internationales Damenschachturnier  | BSG Buna Halle-Neustadt                                     |                                     |
| 1976 | II. Internationales Schachfestival     | II. Internationales Schachfestival                          | II. Internationales Schachfestival  |
| 1976 | 10. Internationales Damenschachturnier | BSG Buna Halle-Neustadt                                     |                                     |
| 1976 | Internationales Großmeisterturnier     | DSV der DDR                                                 |                                     |
| 1977 | 11. Internationales Damenschachturnier | BSG Buna Halle-Neustadt                                     |                                     |
| 1978 | III. Internationales Schachfestival    | III. Internationales Schachfestival                         | III. Internationales Schachfestival |
| 1978 | 12. Internationales Damenschachturnier | BSG Buna Halle-Neustadt                                     |                                     |
| 1978 | Internationales Großmeisterturnier     | DSV der DDR                                                 |                                     |
| 1979 | 13. Internationales Damenschachturnier | BSG Buna Halle-Neustadt                                     |                                     |
| 1980 | 14. Internationales Damenschachturnier | BSG Buna Halle-Neustadt                                     |                                     |
| 1981 | IV. Internationales Schachfestival     | IV. Internationales Schachfestival                          | IV. Internationales Schachfestival  |
| 1981 | 15. Internationales Damenschachturnier | BSG Buna Halle-Neustadt                                     |                                     |
| 1981 | Internationales Großmeisterturnier     | DSV der DDR                                                 |                                     |
| 1981 | Internationales Großmeisterturnier     | BSG Buna Halle-Neustadt                                     |                                     |
| 1982 | 16. Internationales Damenschachturnier | BSG Buna Halle-Neustadt                                     |                                     |
| 1982 | Internationales Großmeisterturnier     | BSG Buna Halle-Neustadt                                     |                                     |
| 1983 | 17. Internationales Damenschachturnier | BSG Buna Halle-Neustadt                                     |                                     |
| 1984 | V. Internationales Schachfestival      | V. Internationales Schachfestival                           | V. Internationales Schachfestival   |
| 1984 | 18. Internationales Damenschachturnier | BSG Buna Halle-Neustadt                                     |                                     |
| 1984 | Internationales Großmeisterturnier     | DSV der DDR                                                 |                                     |
| 1985 | 19. Internationales Damenschachturnier | BSG Buna Halle-Neustadt                                     |                                     |
| 1986 | 20. Internationales Damenschachturnier | BSG Buna Halle-Neustadt                                     |                                     |
| 1987 | 21. Internationales Damenschachturnier | BSG Buna Halle-Neustadt                                     |                                     |
| 1987 | Internationales Großmeisterturnier     | BSG Buna Halle-Neustadt                                     |                                     |
| 1995 | U20-Juniorenweltmeisterschaft          | FIDE und Deutscher Schachbund                               |                                     |
| 2000 | Europapokal der Frauen – Vorrunde      | Europäische Schachunion und USV Halle                       |                                     |
| 2004 | Seniorenweltmeisterschaft im Schach    | FIDE und Landesschachverband Sachsen-Anhalt                 |                                     |
| 2007 | Seniorenmannschaftsmeisterschaft       | Deutscher Schachbund und Landesschachverband Sachsen-Anhalt |                                     |

## Bekannte Sportler

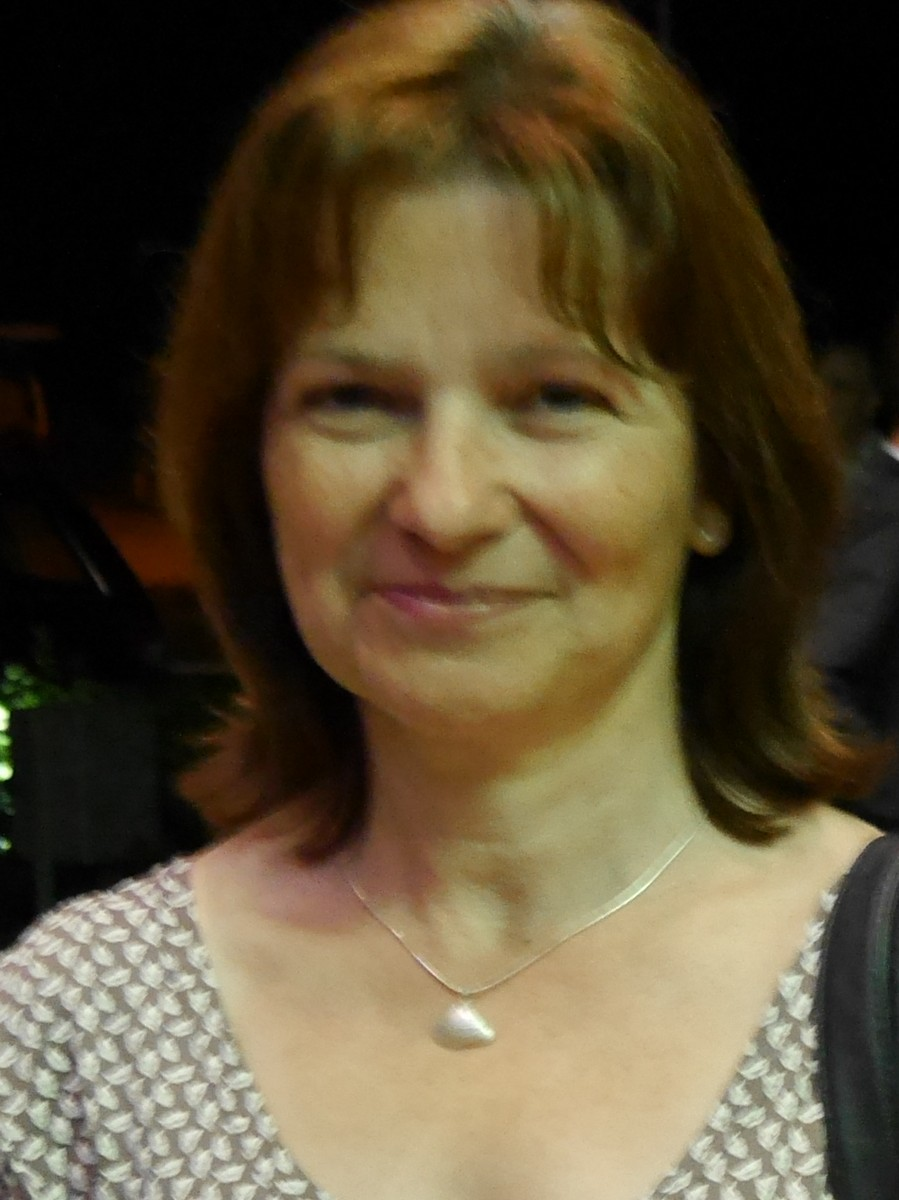
Constanze Jahn, 2016 in Halle

| Name            | Erfolg                                          |
| --------------- | ----------------------------------------------- |
| Burkhard Malich | Internationaler Großmeister                     |
| Burkhard Malich | DDR-Meister 1957, 1973                          |
| Burkhard Malich | Mitglied der DDR-Nationalmannschaft             |
| Heinz Liebert   | Internationaler Meister                         |
| Heinz Liebert   | Mitglied der DDR-Nationalmannschaft             |
| Uwe Bönsch      | Internationaler Großmeister                     |
| Uwe Bönsch      | Mitglied der Nationalmannschaft der DDR und BRD |
| Uwe Bönsch      | Sportdirektor des DSB                           |
| Constanze Jahn  | Internationale Meisterin (WIM)                  |
| Constanze Jahn  | Deutsche Meisterin im Schnellschach             |
| Constanze Jahn  | Mitglied des Deutschen Mannschaftsmeisters 2007 |

## Sektionsleiter
| Name             | Zeitraum      |
| ---------------- | ------------- |
| Werner Ufer      | 1949 bis 1951 |
| Walter Heise     | 1951 bis 1957 |
| Ernst Bönsch     | 1957 bis 1968 |
| Olaf Sonntag     | 1968 bis 1971 |
| Hartmut Hirsch   | 1971 bis 1982 |
| Anton Csulits    | 1982 bis 1999 |
| Gert Kleint      | 1999 bis 2009 |
| Helmar Liebscher | 2009–2020     |
| Gert Kleint      | ab 2020       |